# Marcin Kobierski
Marcin Kobierski, född den 13 april 1977 i Człuchów, Polen, är en polsk kanotist.
Han tog bland annat VM-guld i C-2 1000 meter i samband med sprintvärldsmästerskapen i kanotsport 2002 i Sevilla.